# Mordechaj Bibi
Mordechaj Bibi (hebr.: מרדכי ביבי, ang.: Mordechai Bibi, ur. 1 lipca 1922 w Bagdadzie, zm. 5 lutego 2023) – izraelski prawnik i polityk, w latach 1959–1974 poseł do Knesetu z list Jedności Pracy (Achdut ha-Awoda) i Koalicji Pracy.

## Życiorys
Urodził się 12 września 1923 w Bagdadzie – stolicy Królestwa Iraku, podlegającego wówczas pod Brytyjski Mandat Mezopotamii. Uczęszczał tam do szkoły średniej. W latach 1942–1945 był jednym z przywódców nielegalnych ruchów syjonistycznych rozwijających się w Iraku. Działał głównie w Kurdystanie, w szczególności w mieście Zachu. Od 1944 był emisariuszem oddziału ds. nielegalnej emigracji w Haganie, kierującym migracją Żydów z Iraku do Palestyny odpowiedzialnym za cały dystrykt Mosulu. Sam wyemigrował w 1945.
W 1946 został członkiem Jedności Pracy. W latach 1949–1950 ponownie zajmował się organizowaniem migracji z Iraku, jeszcze przed początkiem operacji Ezdrasz i Nehemiasz. Ukończył studia prawnicze na Uniwersytecie Telawiwskim i pracował jako prawnik. W latach 1953–1959 pracował w Ministerstwie Obrony.
Od 1958 zasiadał w komitecie centralnym oraz w sekretariacie partii Achdut ha-Awoda. W wyborach parlamentarnych w 1959 po raz pierwszy dostał się do izraelskiego parlamentu z listy tego ugrupowania. W czwartym Knesecie zasiadał w komisjach pracy; spraw wewnętrznych oraz służby publicznej. W 1961 uzyskał reelekcję, a w Knesecie piątej kadencji zasiadał w komisjach pracy; spraw wewnętrznych; spraw gospodarczych, służby publicznej oraz powoływania kadich (muzułmańskich sędziów). Był także członkiem podkomisji ds. likwidacji slumsów. W wyborach w 1965 zdobył mandat z listy Koalicji Pracy, którą utworzyły Achdut ha-Awoda i Mapai. W szóstym Knesecie był członkiem parlamentarnych komisji finansów; spraw wewnętrznych; konstytucyjnej, prawa i sprawiedliwości; powoływania sędziów oraz podkomisji praw podstawowych. Od 1968 po połączeniu Achdut ha-Awoda, Mapai oraz Rafi należał do Partii Pracy. W 1969 uzyskał reelekcję z listy Koalicji Pracy, a w Knesecie siódmej kadencji zasiadał przewodniczył podkomisji praw, i zasiadał w komisjach konstytucyjnej, prawa i sprawiedliwości; budownictwa oraz powoływania sędziów. W wyborach w 1973 utracił miejsce w parlamencie
Opublikował dwie książki w języku hebrajskim – From the Four Corners of the Rivers (1983) oraz The Pioneering Zionist Underground in Iraq (1988).
Zmarł 5 lutego 2023.